# Lone Star (Segelyacht)
Die Lone Star ist ein Segelschiff, das 1968 auf der Werft Matthiesen & Paulsen in Arnis an der Schlei gebaut wurde.

## Geschichte

### Suca
Das Schiff wurde 1968 von dem Konstrukteur U. Bartels als Regattayacht entworfen und in Arnis gebaut. Der Rumpf besteht aus Mahagoni, die Beplankung erfolgte als Diagonalkraweel. Getauft wurde es auf den Namen Suca.
In den folgenden Jahren wurde das Schiff bei Großregatten, wie 1969 beim Admirals Cup, eingesetzt. 1977 wurde das Schiff bei der Ausscheidungsregatta disqualifiziert, da es sich durch das Abmontieren der mit vermessenen Schiffsschraube einen Vorteil verschafft hatte.
1979 erfolgte ein erneuter Einsatz beim Admirals Cup, als das Schiff unter seinem Eigner, dem Wedeler Bauunternehmer Willi Kuhrt, nachträglich nominiert wurde, nachdem die eigentlich qualifizierte Vineta verzichtet hatte.

### Lone Star

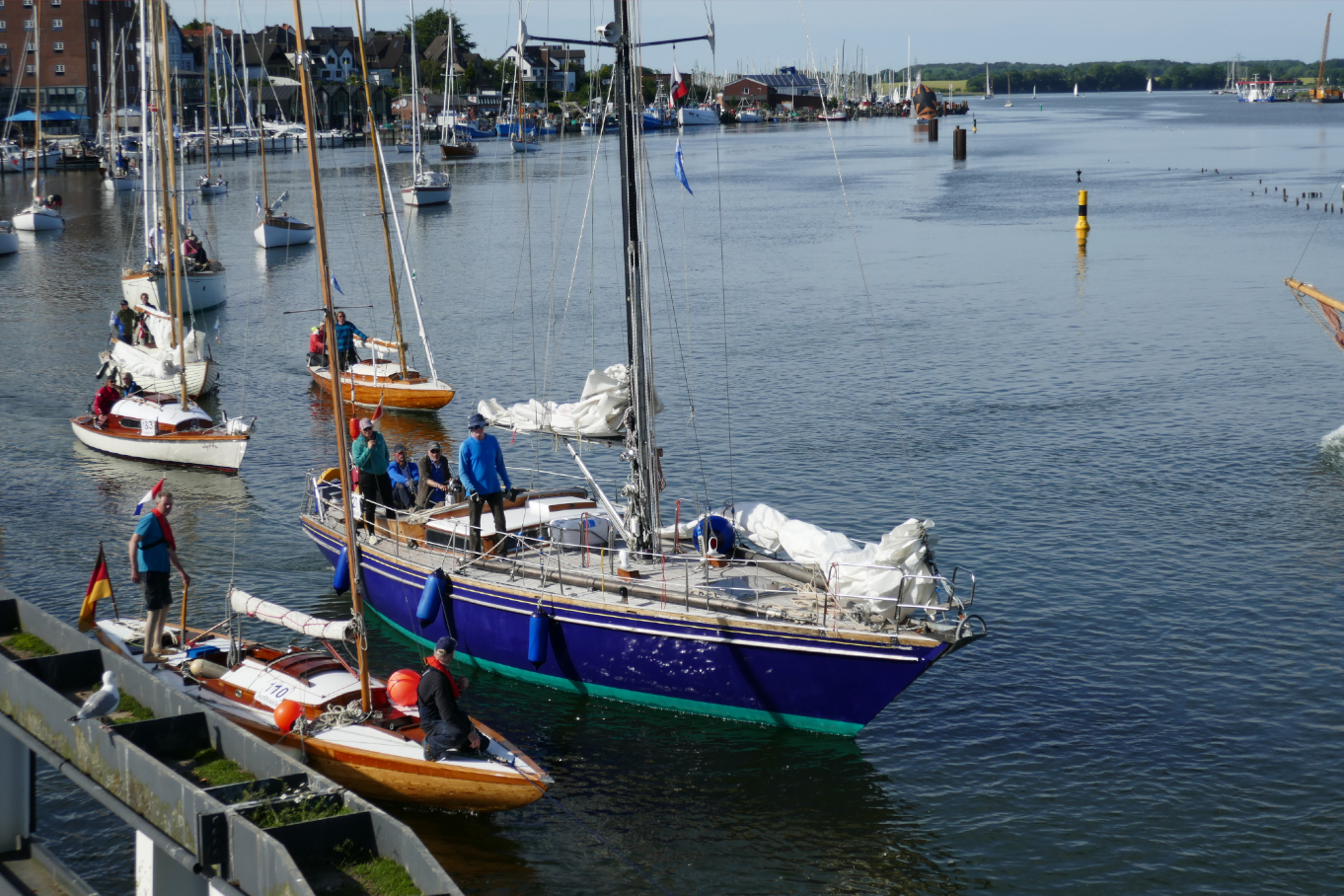
Die Lone Star bei der Classic Week 2024 an der Klappbrücke in Kappeln

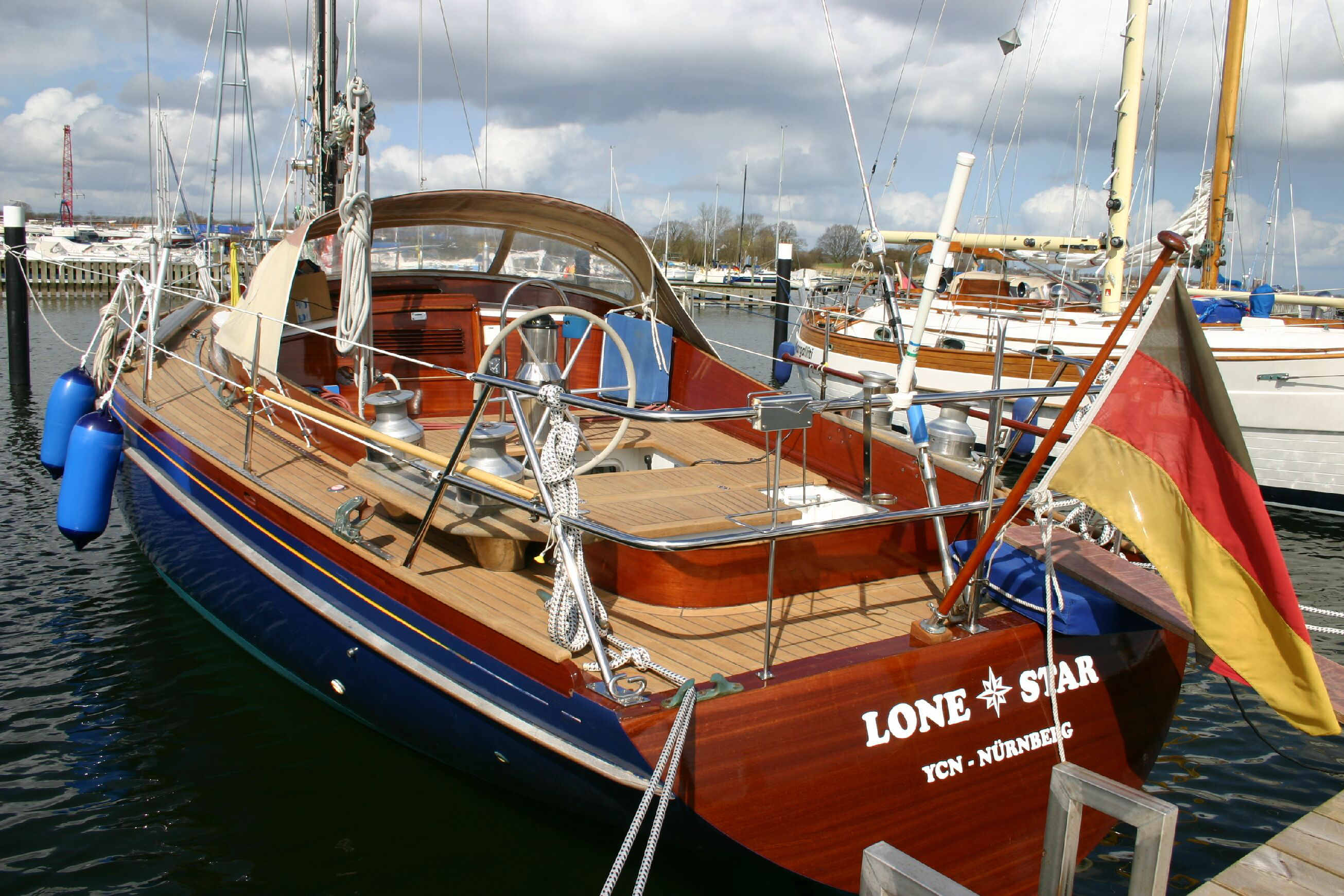
Die Lone Star nach dem Refit in Arnis, April 2005

Nach einem Umbau und der Neuvermessung erwarb 1982 Dieter Krügel (Möbel-Krügel) aus Stein das Schiff, der es seinem Verein, dem Yacht-Club Noris in Nürnberg, zur Verfügung stellte.
Dort wird das Schiff seitdem zur Ausbildung auf Seerevieren und für Hochseetörns in Nord- und Ostsee sowie im Atlantik in der Region um England und Irland eingesetzt.
Im Winter 2004/2005 erfolgten umfangreiche Renovierungs- und Restaurationsarbeiten auf der Nachfolgewerft der Bauwerft, der M & P Jachtwerft Paulsen, die am 9. April 2005 mit der Übergabe an den Eigner abgeschlossen wurden.